# Manuel "Guajiro" Mirabal
Manuel "Guajiro" Mirabal (Melena del Sur, 5 de maio de 1933 – Havana, 28 de outubro de 2024) foi um trompetista cubano, mais conhecido por seu trabalho com o Buena Vista Social Club.

## Biografia
"Guajiro" aprendeu trompete aos 18 anos e começou a tocar profissionalmente em 1951. Entrou para a banda de jazz 'Swing Casino' em 1953 antes de formar o 'Conjunto Rumbavana' três anos depois. Em 1960, ingressou na 'Orquesta Riverside', cujo cantor Toto Gomez lhe deu o apelido de 'Guajiro' Mirabal. Seguiram-se trabalhos com várias orquestras, incluindo 'Orquesta del ICRT', a orquestra oficial da rádio e televisão estatal cubana.
Em 1996, "Guajiro" tornou-se um dos músicos cubanos que se juntou ao guitarrista estadunidense Ry Cooder para a colaboração do Buena Vista Social Club. "Guajiro" passou a desempenhar um papel proeminente como trompetista principal em discos e performances do grupo, aparecendo no filme de 1999 também intitulado Buena Vista Social Club. Desde então, "Guajiro" lançou trabalhos solo.

## Morte
Mirabal morreu em Havana, no dia 28 de outubro de 2024 aos 91 anos.